# وزارت همکاری‌های اقتصادی و توسعه (آلمان)
وزارت همکاریهای اقتصادی و توسعه (آلمانی: Bundesministerium für wirtschaftliche Zusammenarbeit und Entwicklung) یکی از وزراتخانه‌های جمهوری فدرال آلمان است.